# Brooks & Woollan
Brooks & Woollan war ein britischer Hersteller von Automobilen.

## Unternehmensgeschichte
Das Unternehmen aus Reading begann 1907 mit der Produktion von Automobilen. Der Markenname lautete Brooks & Woollan, anfangs auch Doru. 1910 endete die Produktion. Insgesamt entstanden nur wenige Fahrzeuge.

## Fahrzeuge
Das einzige Modell war der 15.9 HP. Ein Einbaumotor von White & Poppe trieb die Fahrzeuge an. Eine Karosserievariante war ein offener Zweisitzer. Ein solches Fahrzeug wurde auch auf der Rennstrecke von Brooklands eingesetzt.